# Ś
Ś ali ś je črka poljske in črnogorske abecede. Označuje mehak glas (podobno kot ć, ń, ó, ź).